# Белогуров, Николай Андреевич
Николай Андреевич Белогуров — советский хозяйственный, государственный и политический деятель.

## Биография
Родился в 1927 году в Калужской области. Член КПСС.
С 1947 года — на хозяйственной, общественной и политической работе. В 1947—1990 гг. — оператор, дежурный и начальник станции, поездной диспетчер, начальник отделов движения Кулойского, Воркутинского и Ярославского отделений Печорской ж/д., помощник и заместитель начальника распорядительного отдела службы движения, главный инженер и начальник Ярославского отделения, заместитель начальника службы движения, главный инженером Северной железной дороги, начальник Среднеазиатской железной дороги.
Избирался депутатом Верховного Совета Узбекской ССР 11-го и 12-го созывов.
Делегат XXVII и XXVIII съездов КПСС.
Умер в Москве после 2003 года.